# 샤를 아스 (1833년)
샤를 나탕 아스(Charles Nathan Haas)는 1833년경 태어나 1902년 7월 15일 파리 17구에서 사망한 사교계 명사로 마르셀 프루스트의 《잃어버린 시간을 찾아서》의 등장인물 샤를 스완의 모델 중 한 명으로 유명하다.

## 생애
샤를 아스는 프랑크푸르트 출신의 앙투안 아스의 아들이다. 아버지인 앙투안 아스는 1816년 파리 아르투아가 9번지에 자리잡고 1824년에는 로트쉴드 형제의 법정 대리인이었으며, 다비드 생즈의 처제/형수이던 상업가의 딸 소피 랑과 결혼했다. 1828년 유대교 종무국 기록 보관소는 앙투안 아스를 "파리에서 가장 납세를 많이 한 50명의 이스라엘인" 중 하나로 제시한다. 1837년 앙투안 아스는 프랑스 국적을 획득하였고 라피트가에 살았다. 앙투안 아스가 사망한 후 미망인 소피 랑은 뉘마 무르그 드 카레르(1884년 사망)와 재혼하여 샤를 아스에게는 동복형제가 되는 가스통 무르그 드 카레르(1845-1932)를 낳는다.
앙투안 아스와 소피 랑의 아들로, 보니 드 카스텔란이 "뛰어난 직관력, 섬세함, 지성"의 소유자라고 평가한 샤를 아스는 돈을 벌지 않고도 살아갈 수 있는 행운을 얻었으며, 또 카스텔란이 덧붙이길 "유대인이란 이유로 내성적이었던 그는 유대인 가운데 유일하게 가난하고, 모든 여성들의 친구이자, 살롱에서 스스로 몸을 챙기며, 가치있는 이로 여겨졌다. 그는 재치있으나 쓸모없는 한량이었는데, 자신의 주된 장점이 저녁식사 전 "조키 클럽"이나 트레무알 공작부인네에서 잡담을 나누는 당대 사교계의 사치품같은 사람이었다. 만일 그가 백수가 아니었더라면, 그의 지성은 모든 야망을 충족시키고도 남았을 것이다."

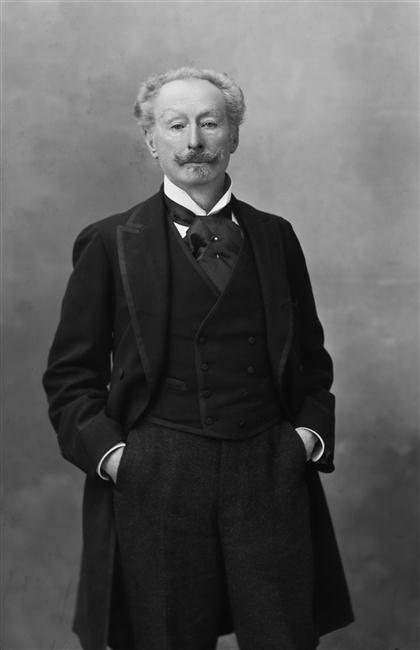
샤를 아스의 사진, 나다르 촬영 (1895).

아스는 문학 살롱에, — 로베르 드 피츠제임스 백작부인의 살롱(그는 이곳에서 마르트 비베스코, 샤를 드 샹브룅, 폴 부르제나 뮈니예 수도원장을 만나게 된다)이나 에밀 스트로스 부인의 살롱 —, 주요 대중 경매장에, 코메디 프랑세즈의 휴계실에, 화가들의 아틀리에, 특히 오르탕스 하울랜드 부인네서 알게 된 드가의 아틀리에에 자주 드나들었다.
샤를 아스는 1868년 프로스페르 메리메 덕에 역사 유적 감독관(inspecteur général des monuments historiques)에 부임한다.
샤를 아스는 1902년 7월 빌리에 대로 85번지 빌라에서 뇌일혈로 사망했다. 1902년 7월 15-16일자 <르 탕>에서 아스에 대하여 묘사하며 그의 부고기사가 실렸다.
샤를 아스는 페르 라셰즈 묘지에 매장되었다.
마르셀 프루스트는 비록 샤를 아스와 면식이 별로 없었으나 그를 《잃어버린 시간을 찾아서》의 등장인물 샤를 스완의 모델 중 한 명으로, 그리고 전작 <장 상퇴유>에서는 페로탱 자작의 모델로 만들었다. 샤를 아스는 《잃어버린 시간을 찾아서》에서 샤를뤼스 남작의 모델이 되는 로베르 드 몽테스키우의 친구이기도 했다.

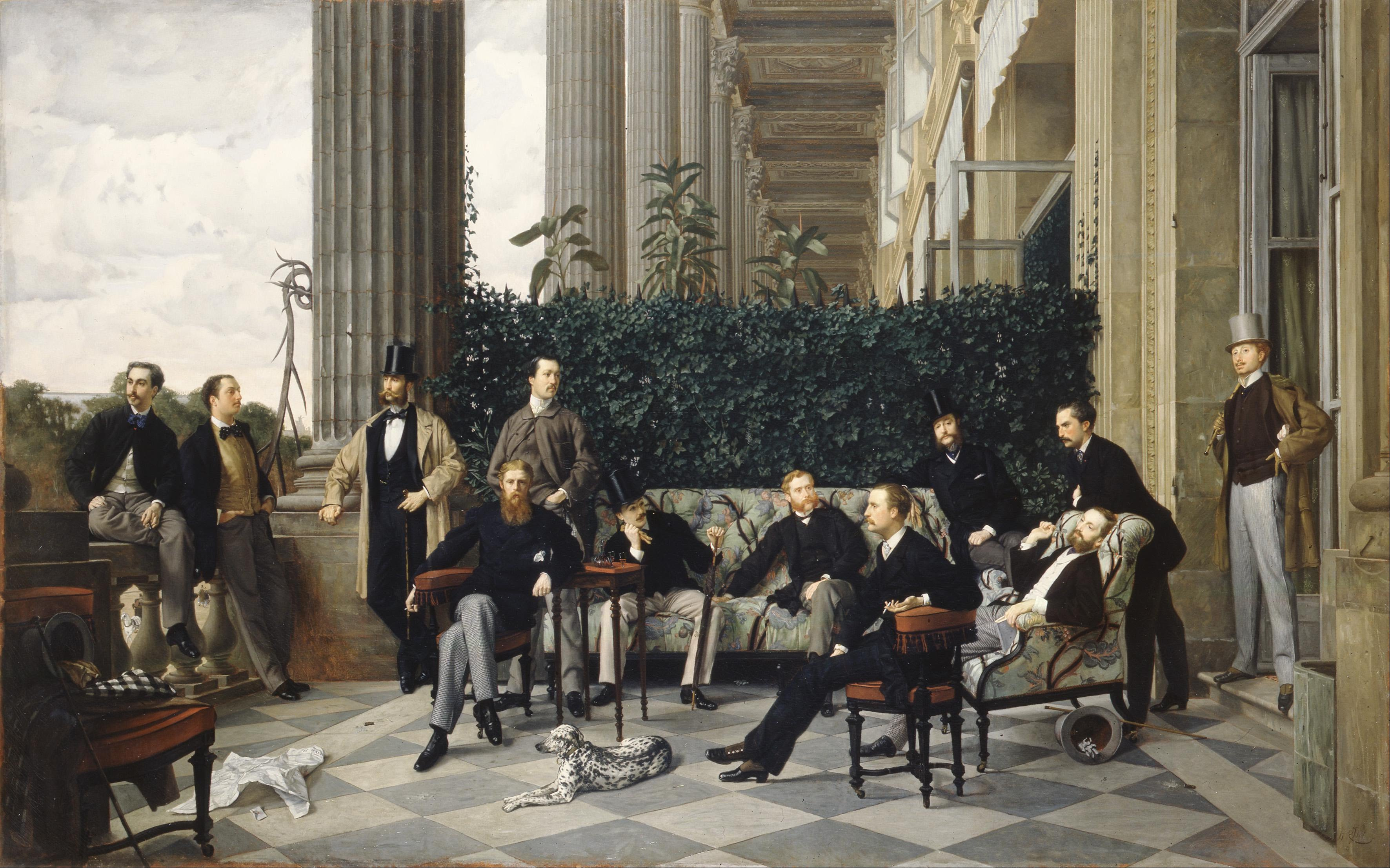
〈루아얄가의 서클〉. 가장 오른쪽의 인물이 샤를 아스이다.

제임스 티소의 그림, <루아얄가의 서클> (1867년작; 1922년 오탱게 남작의 컬렉션)에서 샤를 아스는 오른쪽 발코니창의 문턱에 서있는 것으로 묘사되었다.

## 참조

### 참고 문헌
- 레앙드르 베야, article relatif à l'exposition "Le décor de la vie sous le Second Empire" au pavillon de Marsan du Musée du Louvre ("L'Illustration" 4135, 10/06/1922 - arch. pers.);
- 앙리 라치모프, <프루스트의 백조>Le Cygne de Proust (Paris, Gallimard, coll. « L'un et l'autre », 1990).
- 장이브 타디에, <마르셀 프루스트>Marcel Proust (Gallimard, 1996, p.391-394).